# Filippo Eustachi
Filippo Eustachi (Pavia, 1409 – Pavia, 1495) è stato un politico italiano che operò nel Ducato di Milano.
Secondogenito di Antonio Eustachi, Filippo fu capitano del naviglio e, successivamente, anche castellano del castello milanese sito in Porta Giovia. Dal 1480 al 1483 resse il Ducato di Milano in un triumvirato insieme a Ludovico il Moro e Gianfrancesco Pallavicino.

## Biografia
La famiglia Eustachi iniziò la propria ascesa economica e sociale a partire dal XV secolo, quando Pasino Eustachi fu nominato comandante della flotta ducale dal duca Gian Galeazzo Visconti, status che gli permise di accrescere enormemente il capitale della dinastia. La guida della flotta ducale, a seguito della morte di Pasino, fu quasi monopolizzata dalla famiglia, con Filippo, secondogenito di Antonio Eustachi, che divenne capitano del naviglio nel 1447, quando il clan si schierò con Francesco Sforza nella sua ascesa alla carica  ducale.
L'Eustachi si distinse durante le campagne militari di quegli anni, partecipando alla battaglia di Casalmaggiore (1448) contro la flotta veneziana e la Repubblica Ambrosiana. Prese poi parte a operazioni militari contro i porti nemici e quelle città che erano ancora indecise se appoggiare o meno Francesco Sforza, muovendosi poi negli anni seguenti a rafforzare la flotta da guerra (1449-50). La sua attività quale comandante non si arrestò nemmeno quando fu nominato castellano del castello di Porta Giovia nel 1466, titolo che gli fu conferito dal figlio di Francesco Sforza, Galeazzo Maria (peraltro, proprio in quell'anno fu riconosciuto ufficialmente quale capitano del naviglio). Infatti, ancora nel 1471, egli informò il commissario di Piacenza che avrebbe supervisionato l'andamento dei lavori di costruzione delle navi della flotta. La motivazione che lo spinse a ricostruire la flotta risiedette nelle finalità offensive e difensive della stessa. L'assunzione della carica di castellano convinse Filippo a trasferirsi a Milano, al fine di mantenere saldi i rapporti con il duca. In questi anni le fortune della famiglia crebbero notevolmente: ottennero numerose acquisizioni nei territori della Lomellina, in particolare nelle località di Vigevano, Villanova e Galliate. Il ruolo di capitano del naviglio fu però un ruolo destinato a divenire di sempre minore importanza, a causa dell'altrettanto progressiva perdita di importanza dello stato milanese.
La sua influenza crebbe a seguito della morte di Galeazzo Maria Sforza. La scena politica della città e del ducato fu infatti dominata da un triumvirato, composto dal luogotenente generale Ludovico Maria Sforza, da Filippo Eustachi e dal governatore della persona del duca, il marchese Gianfrancesco Pallavicino. Questo triunvirato costituiva però una forte limitazione al potere di Ludovico Maria stesso, il quale aspirava ad assurgere alla carica ducale. Questa ascesa era inoltre ostacolata dalla coppia Luigi Terzago e Filippo Eustachi (legati tramite vincoli di parentela), con il Terzago che era segretario di Ludovico Sforza. Se il triunvirato si sgretolò a seguito della morte di Gianfrancesco Pallavicino, il problema della coppia restava. L'occasione per estromettere entrambi dalla vita politica arrivò tempo dopo, a causa sia dell'estrema lealtà del castellano nei confronti di Ludovico Sforza (avendolo infatti protetto da una congiura della fazione ghibellina nel 1483 e negli anni seguenti supportandolo nella guerra di Ferrara (1484) e nella rivolta di Roberto Sanseverino; questo gli permise di accrescere la sua vasta influenza), sia per il timore di suscitare reazioni. La resa dei conti infine arrivò nel settembre 1489. Eustachi e Terzago furono incriminati con l'accusa di alto tradimento: erano accusati di voler far esautorare Ludovico Sforza, consegnare il castello di Porta Giovia all'imperatore e di restituire il governo ducale a Gian Galeazzo Sforza (che era stato a sua volta estromesso dal governo cittadino da parte di Ludovico, l'Eustachi e il Pallavicino). Come compenso l'Eustachi avrebbe dovuto ottenere il governo su una città, probabilmente Cremona. I due uomini furono processati, con l'Eustachi che, dopo la condanna, fu risparmiato (benché perse tutti i beni). Il Terzago non fu così fortunato: morì di inedia al castello di Pavia.
L'Eustachi fu quindi condotto prima al castello di Abbiate e poi in quello di Cassano e Melegnano. Benché incarcerato, l'Eustachi disponeva ancora di una certa influenza, testimoniata non solo dal fatto che riuscì a riottenere parte dei suoi beni ma anche che, da imprigionato, la sua rete di amicizie era ancora solida, come dimostra la lite tra lui e il comune di Castelnuovo Bocca d'Adda. In questa lite il comune lamentava infatti che i giudici del comune di Cremona risultavano inclini a favorire l'Eustachi. Gli ultimi anni di vita di Filippo (1494-95) ne videro la totale riabilitazione giudiziaria, forse anche per la cagionevole salute che lo porterà a spirare nel 1495, probabilmente a Pavia.